# San Román de Hornija
San Román de Hornija è un comune spagnolo di 408 abitanti situato nella comunità autonoma di Castiglia e León.